# Франкен, Эл
Алан Стюарт «Эл» Франкен (англ. Alan Stuart "Al" Franken, 21 мая 1951) — американский писатель, комик, радиоведущий и политик. С июля 2009 года по январь 2018 года был сенатором от штата Миннесота, представляя Демократическую фермерско-трудовую партию Миннесоты.

## Биография
Франкен родился в 1951 году в Нью-Йорке. В 1973 году с отличием окончил Гарвардский колледж, получив степень бакалавра искусств в области политологии. Известность получил, выступая в популярном американском юмористическом шоу Saturday Night Live, за что трижды был удостоен премии «Эмми». Впоследствии Франкен работал политическим комментатором, выступил автором нескольких книжных бестселлеров, а также вёл собственную передачу на радио Air America. В 2008 году Франкен баллотировался в Сенат США от штата Миннесота, однако потерпел поражение от республиканца Норма Коулмана, проиграв тому всего 215 голосов. После этого демократы потребовали пересчёта голосов, в результате чего победа на выборах была отдана Франкену — уже у него оказалось на 225 голосов больше.
Был председателем Сенатского подкомитета по вопросам частной информации, технологии и права.
Троюродный брат — актёр-комик Стив Франкен.